# Rouleaux illustrés du Dit du Genji
Les Rouleaux illustrés du Dit du Genji (源氏物語絵巻, Genji monogatari emaki) forment un emaki (ou emakimono) japonais datant approximativement de la fin de l’époque de Heian (XIIe siècle). Ils illustrent le Dit du Genji, classique de la littérature japonaise écrit par Murasaki Shikibu au début du XIe siècle. Cet emaki est aujourd’hui considéré comme un exemple typique du style yamato-e à la cour de Heian, et est d’ailleurs protégé en tant que trésor national du Japon.

## Contexte et présentation

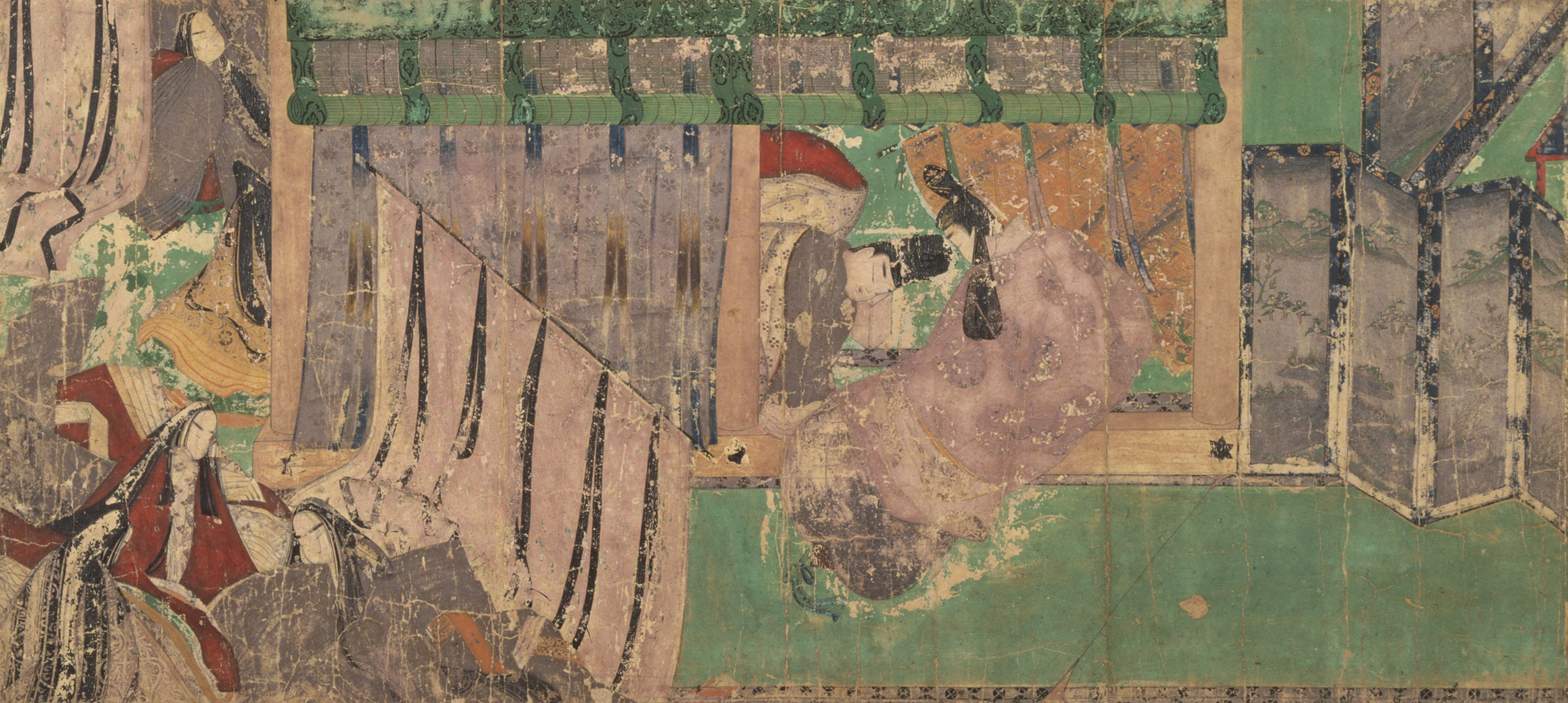
Scène du chapitre Kashiwagi (« Le chêne »).

Apparue au Japon depuis environ le VIe siècle grâce aux échanges avec l'empire chinois, la pratique de l’emaki se diffuse largement aux époques de Heian et de Kamakura. Les aristocrates les prisaient au début pour l’illustration de romans et de la vie raffinée à la cour de l’empereur, et pratiquaient cet art assidument, de même que la calligraphie. Plus tard à la fin de l’époque de Heian, les luttes intestines et les guerres se répandent et favorisent l’ascension de la classe des guerriers (les samouraïs) ; cette période (XII-XIIIe siècle) marque également le début d’un véritable « âge d’or » pour l’emaki qui se tourne principalement vers les thèmes de l’homme et de la vie quotidienne du peuple. Toutefois, plusieurs rouleaux arborent toujours le style et l’atmosphère particulière des œuvres de la cour du Heian primitif, dont notamment les Rouleaux du Dit du Genji, conçus durant cette période. L’histoire, tirée du roman du Dit du Genji, raconte la vie d’un prince à la cour, ses amours, ses ambitions, ses états d’âme ; elle transcrit également l’aspect raffiné, intemporel et reclus de la vie des nobles.

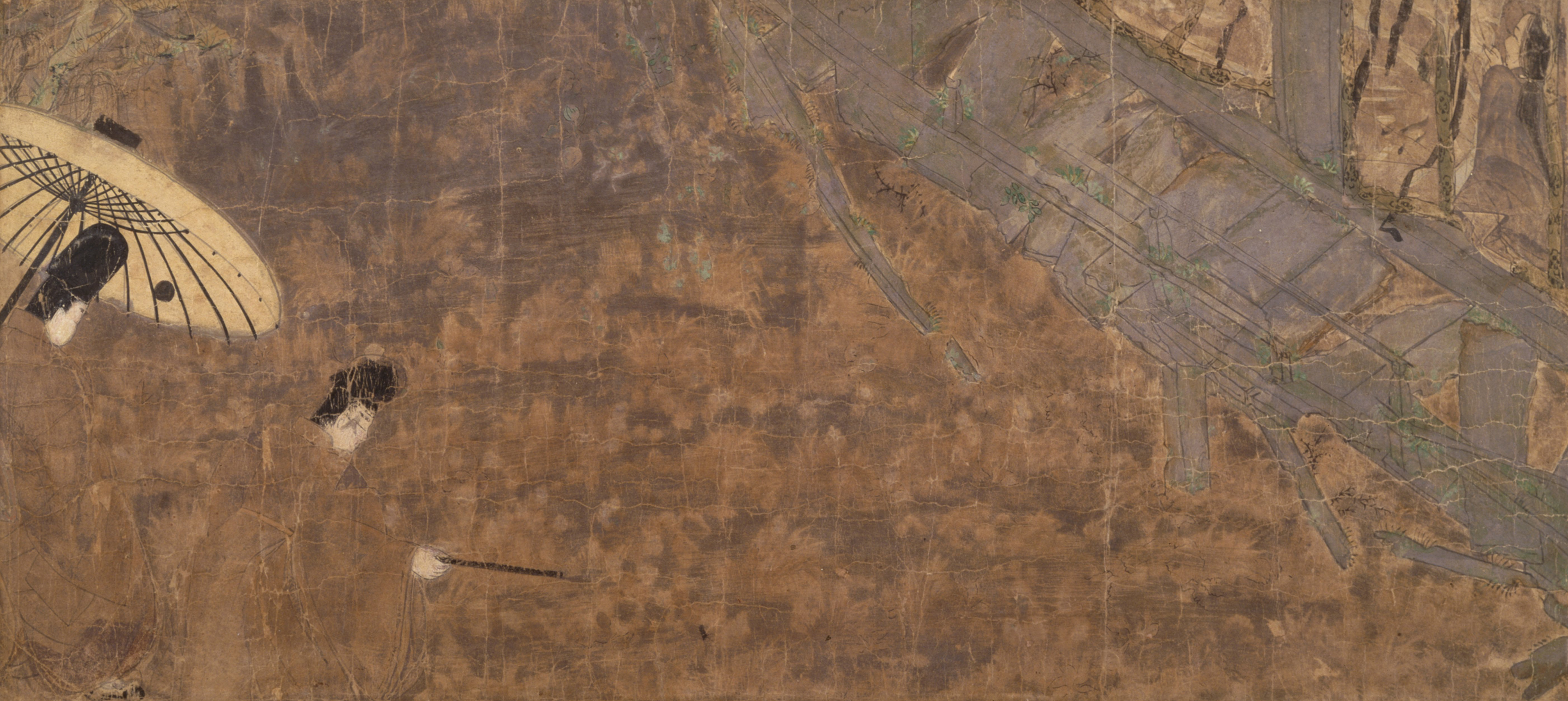
Scène aux tons dorés du chapitre Yomogiu (« L’impénétrable armoise »).

Les Rouleaux illustrés du Dit du Genji sont le fruit de plusieurs artistes – maîtres et assistants – non identifiés,. Si les auteurs restent anonymes, il demeure tout aussi ardu de connaître la date ou le commanditaire de l’œuvre. Les estimations les plus précises, basées sur des études comparatives, suggèrent un intervalle allant des années 1120 aux années 1140.
Chacun des cinquante-quatre chapitres est compilé et illustré dans plusieurs rouleaux, dont le nombre alterne selon les spécialistes entre une dizaine et une vingtaine, ; aujourd’hui toutefois, il ne reste que des fragments de quatre de ces rouleaux, exposés au musée d'art Tokugawa (Nagoya) et au musée Gotō (Tōkyō). Leur hauteur est d’environ vingt-deux centimètres, et chaque peinture mesure de trente-six à quarante-huit centimètres de long en général.

## Description

### Style et composition

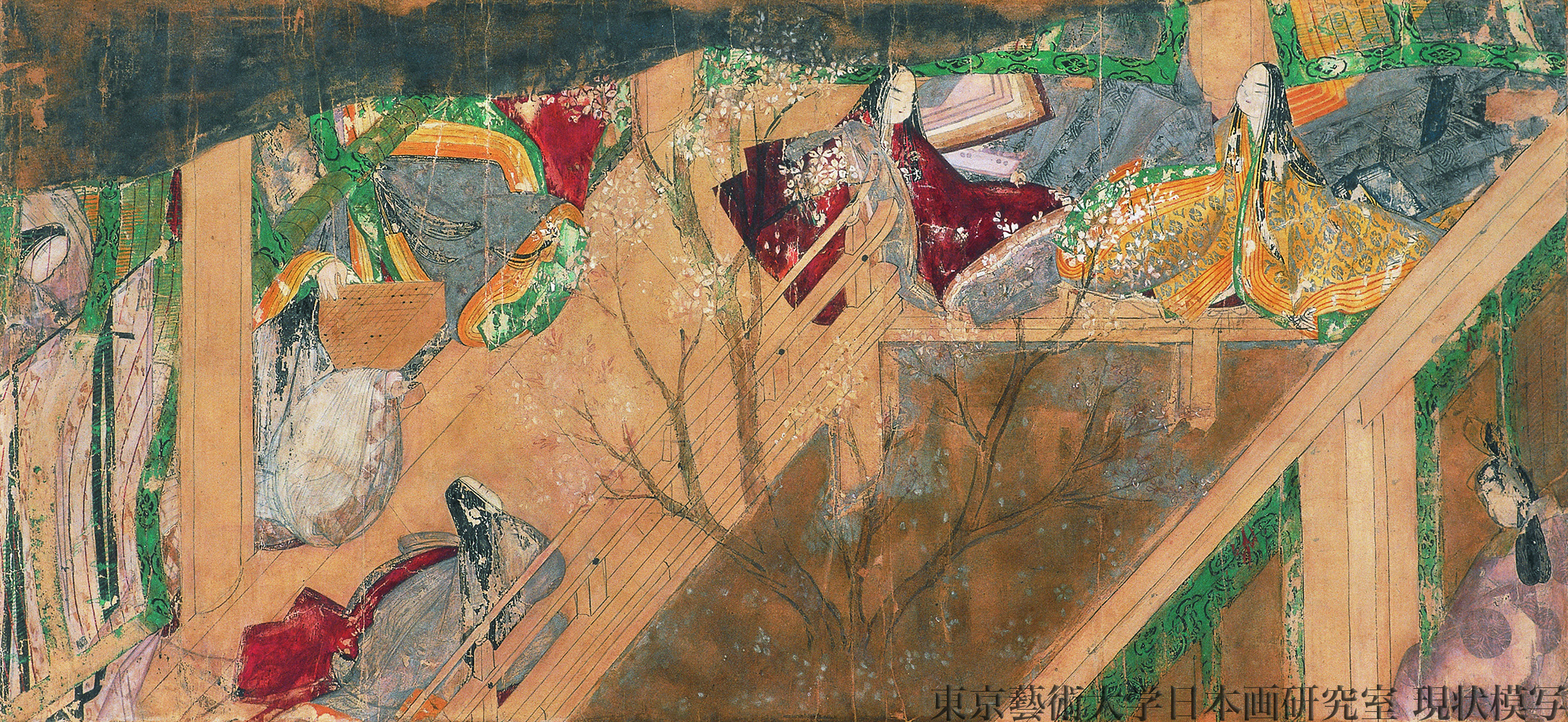
Scène du chapitre Takekawa (« La rivière aux bambous ») montrant la vie aristocratique ; à gauche, deux sœurs jouent une partie de go dont l’enjeu est le cerisier en fleur au centre de la composition.

Les rouleaux s’inscrivent comme la majorité des emaki d’alors dans le style yamato-e, mouvement artistique axé sur les sentiments proprement humains et la vie quotidienne, en opposition aux styles chinois plus philosophiques (nommés au Japon kara-e). Plus précisément, les rouleaux suivent les conventions d’un genre particulier du yamato-e nommé onna-e (onna signifiant « femme »), qui se caractérise par son point de vue interne à la cour (en opposition à l’extérieur, au peuple) et son atmosphère intemporelle et nostalgique (mono no aware ou « nostalgie née de l’impermanence des choses »),. Ce style était volontiers employé pour illustrer romans (monogatari) et journaux intimes (nikki). La composition des Rouleaux du Dit du Genji en est également typique, avec l’alternance entre texte et image : chaque peinture doit transcrire une idée ou un sentiment fort du texte qui précède.
L’emaki est construit selon la méthode de la peinture construite ou tsukuri-e. Une première esquisse de la scène est réalisée à l’encre de Chine (probablement par un maître de l’atelier nommé sumigaki), puis la couleur est apposée dans un ordre précis, des vastes zones en fond jusqu’aux détails finaux, suivant les directives du maître parfois annotées directement sur le papier. Le yamato-e se caractérise d’ailleurs souvent par ses couleurs vives et des pigments riches, comme ici. Une fine couche d’or ou d’argent a en sus été apposée pour renforcer certains détails importants. Finalement, les contours sont de nouveau dessinés ou rehaussés à l’encre afin d’accentuer la profondeur. Des études aux rayons X ont toutefois montré que la première esquisse avait été modifiée par endroits lors des étapes ultérieures.

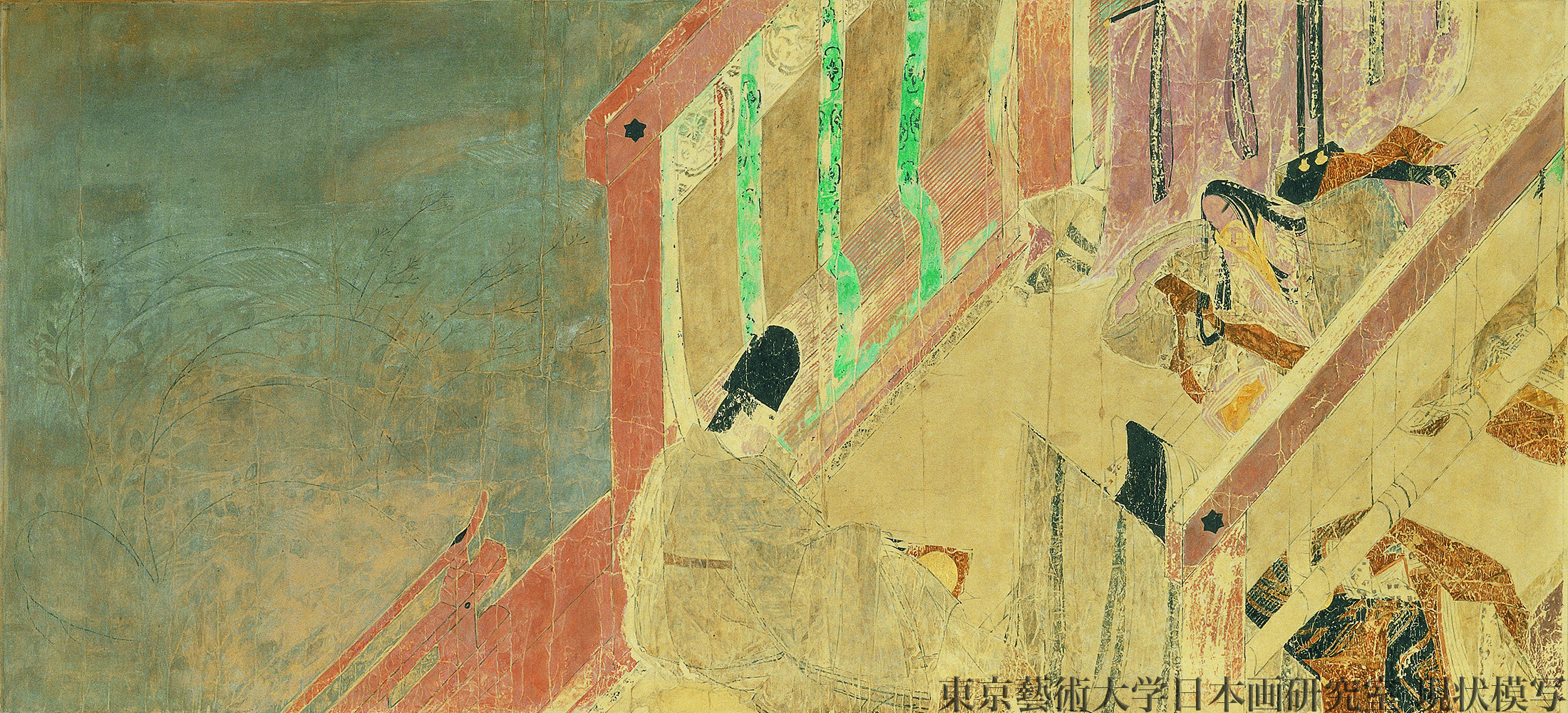
Scène du chapitre Kagerou (« L’éphémère ») racontant la mort de dame Murasaki, où la composition repose principalement sur les diagonales.

Le format en longueur des rouleaux et le thème (toutes les scènes se passent en intérieur au palais) a obligé les artistes à employer différentes astuces dans la composition. Les principales consistent en ôter les toits des bâtiments afin de pouvoir en représenter l’intérieur (technique dite du fukinuki yatai) avec un point de vue « en plongée », ou en accentuer la profondeur par l’usage de longues lignes diagonales dans le décor, du haut à droite vers le bas à gauche (la perspective occidentale était alors inconnue au Japon). P. E. Mason souligne l’utilisation des diagonales à travers la scène de la mort de l’amour du prince Genji : dame Murasaki. Lors du déroulement du rouleau, elle disparaît en haut à droite tandis que Genji est représenté au bout de la diagonale, comme écrasé par son chagrin ; finalement, ce dernier disparaît aussi et cède la place au spectacle de leur jardin dévasté par le temps.
Ce qui marque principalement les spécialistes reste l’expression indirecte et éthérée des sentiments dans l’œuvre. En effet, la composition respecte la notion du hikime kagibana, c’est-à-dire que les visages sont représentés de façons abstraites, avec trois traits (pour les yeux et le nez) sur fond blanc. Ces « masques » renforcent un peu la retenue sous leur aspect simplifié selon E. Grilli, et préservent la part d’imagination du lecteur. T. Lésoualc’h note quant à lui que c’est dans la représentation « très composée » des plis et replis des vêtements que les passions des personnages se dévoilent, en harmonie avec l’humeur du moment. Selon la même idée, d’autres cachent pudiquement une partie de leur visage. Enfin, l’occupation de l’espace autour des personnages, libre ou fermé, renseigne aussi sur leur état d’esprit, avec le concours de lignes verticales et horizontales (comme des piliers ou des poutres) en renfort des diagonales habituelles.

### Textes et calligraphie

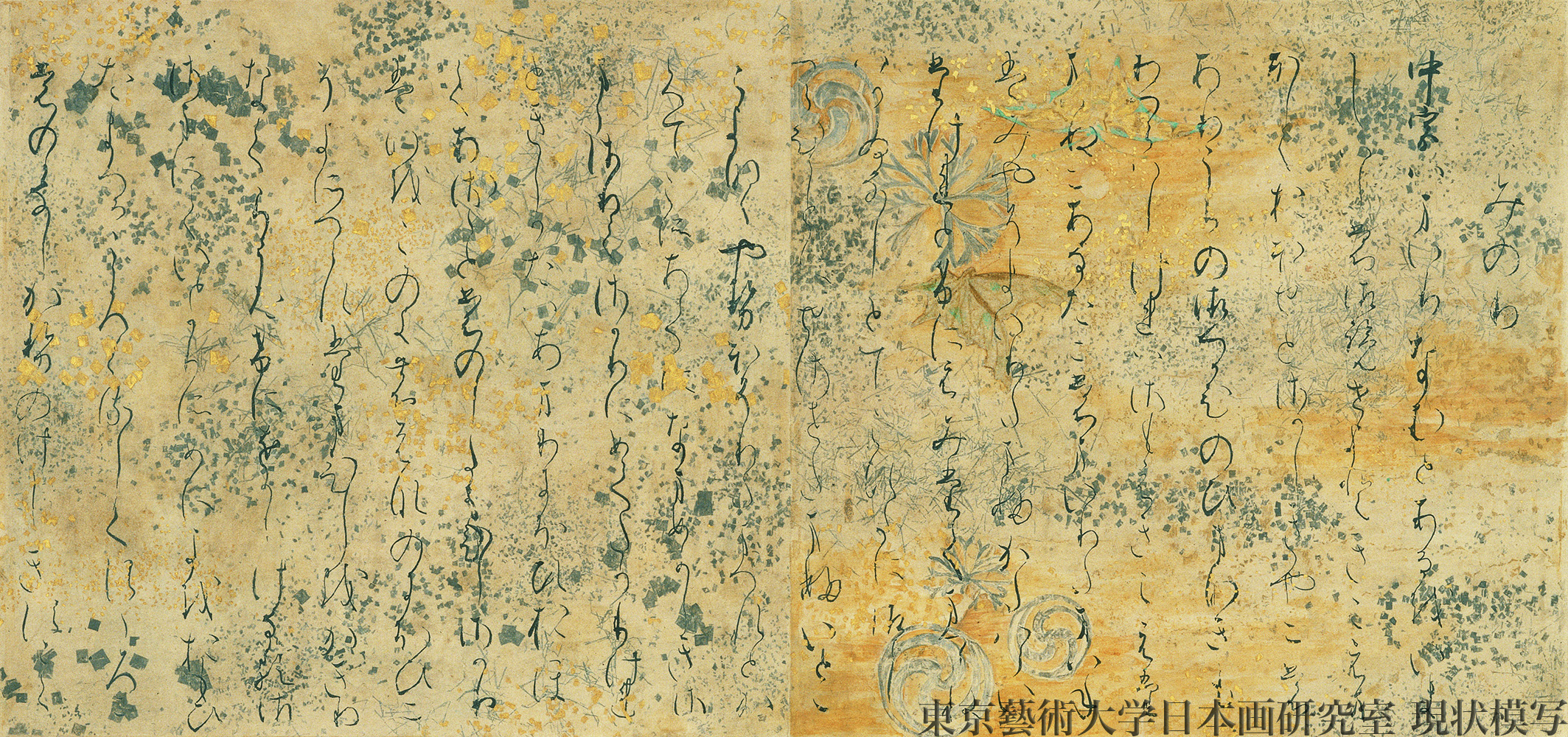
Extrait de calligraphie sur papier décoré.

La calligraphie demeure à l’époque de la confection des rouleaux un art majeur au Japon ; toute personne cultivée est censée l’étudier dès le plus jeune âge. Dans les Rouleaux du Genji, quatre ou cinq styles de calligraphie kana se côtoient, mais l’ensemble est malgré tout admiré des critiques et des contemporains tant pour le trait que le papier décoré de poudre d’or et d’argent ; de plus, une métrique particulièrement libre se retrouve dans le découpage des mots et des colonnes. Les textes sont composés de quelques extraits de chaque chapitre du roman, bien que leur choix par les artistes fasse l’objet d’hypothèses, principalement sur l’aspect descriptif et figuratif des passages : les scènes permettraient ainsi de refléter les réactions et les sentiments du lecteur au fil du récit.

## Postérité

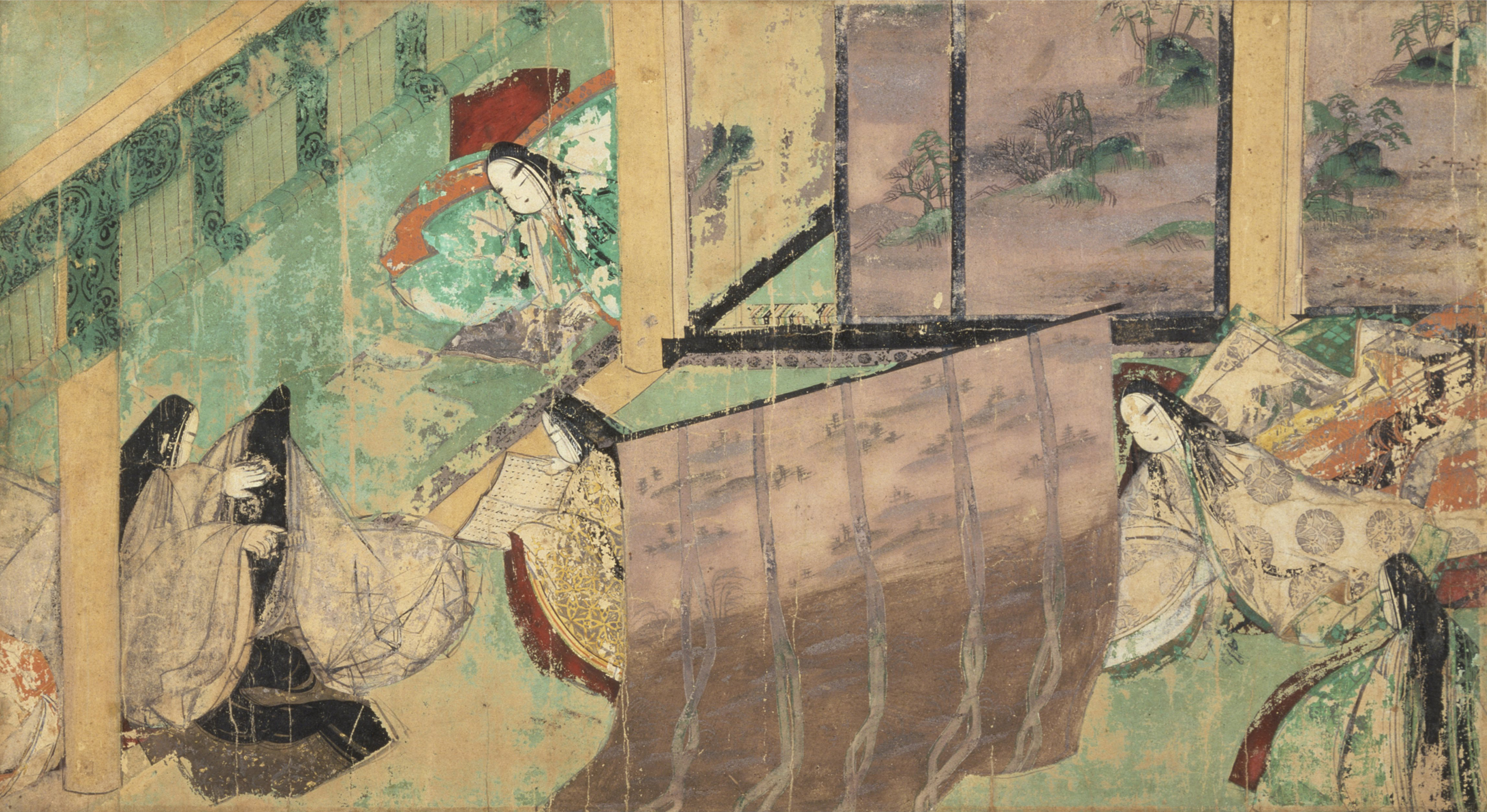
Scène du chapitre Azumaya (« Le pavillon »), où peuvent être notés l’architecture et les décors sur les portes coulissantes.

Le roman du Dit du Genji a inspiré nombre d’œuvres artistiques, comme Tawaraya Sōtatsu, Kanō Sanraku ou l’école Tosa, que l’on regroupe généralement sous le terme de Genji-e (« images du Genji ») ; en particulier, un autre emaki de la période de Kamakura (environ 1230) sur le sujet est commandé par l’empereur Go-Hirokawa.
La représentation minutieuse de la cour de Heian dans les Rouleaux du Genji possède aussi une valeur historiographique. Ils offrent un aperçu sur la civilisation d’alors, notamment sur les détails architecturaux (comme l’agencement des portes coulissantes, des vérandas et des jardins), le mobilier ou des extraits de vie quotidienne.

### Trésor national
Le 28 mars 1929, le parlement national japonais adopte la loi de Conservation des trésors nationaux. Dans le cadre de cette loi, les Rouleaux illustrés du Dit du Genji, détenues par le baron Masuda Takashi, un industriel japonais, sont classés « trésor national par le ministère de l'Éducation.